# Поздняков, Константин Фёдорович
Константин Фёдорович Поздняков (1916—1985) — лётчик-ас, лейтенант Рабоче-крестьянской Красной Армии, участник Великой Отечественной войны, Герой Советского Союза (1943).

## Биография
Константин Поздняков родился 24 сентября 1916 года в селе Старая Ольшанка (ныне — Семилукский район Воронежской области). После окончания семи классов школы работал слесарем на заводе в Воронеже. В 1938 году Поздняков был призван на службу в Рабоче-крестьянскую Красную Армию. В 1940 году он окончил Качинскую военную авиационную школу пилотов. С осени 1942 года — на фронтах Великой Отечественной войны.
К маю 1943 года лейтенант Константин Поздняков был старшим лётчиком 867-го истребительного авиаполка 207-й истребительной авиадивизии 3-го смешанного авиакорпуса 17-й воздушной армии Юго-Западного фронта. Отличился во время боёв в Донбассе. Возвращаясь в очередного боевого задания, Поздняков столкнулся с 9 вражескими истребителями. Сбив один из них, Позднякову удалось сломать их строй, но при этом он сам был тяжело ранен и огромными усилиями сумел довести самолёт до занятой советскими войсками территории. Всего же за время войны Поздняков лично сбил 8 вражеских самолётов и 2 в группе.
Указом Президиума Верховного Совета СССР от 24 августа 1943 года за «образцовое выполнение боевых заданий командования на фронте борьбы с немецкими захватчиками и проявленные при этом мужество и героизм» лейтенант Константин Поздняков был удостоен высокого звания Героя Советского Союза с вручением ордена Ленина и медали «Золотая Звезда» за номером 1090.
В 1943 году Поздняков по ранению был уволен в запас. Проживал и работал в Армавире. Умер 3 ноября 1985 года, похоронен в Армавире.
Был также награждён орденами Красного Знамени, Отечественной войны 1-й степени и Красной Звезды, рядом медалей.